# Saint-Gouvry
Saint-Gouvry is een plaats en voormalige gemeente in de Franse gemeente Rohan in het departement Morbihan in de regio Bretagne.
Saint-Gouvry ligt ten noordwesten van het stadscentrum van Rohan, aan de autoweg naar Gueltas.

## Geschiedenis
Op 1 juni 1974 ging Saint-Gouvry samen met de gemeente Saint-Samson op in de gemeente Rohan in een fusion-association. Dit hield in dat Saint-Gouvry als commune associée nog enige mate van zelfstandigheid behield. Per 1 juli 1994 werd deze status opgeheven en werden de voormalige gemeenten geheel in Rohan opgenomen.

## Erfgoed
De Saint-Gouvrykerk is de parochiekerk van Saint-Gouvry. Het gebouw is grotendeels zeventiende-eeuws maar een deel van het chevet is nog vijftiende-eeuws. Opmerkelijk zijn een zestiende-eeuws glasraam in het koor, een houten reliekschrijn in de vorm van een hoofd uit de zeventiende eeuw en een bronzen kerkklok uit 1756.